# Einar Skjæraasen
Einar Skjæraasen (ur. 23 lipca 1900 w Trysil, zm. 18 czerwca 1966 w Oslo) – poeta i kompozytor norweski.
Z wykształcenia był ekonomistą, pracował w banku. Debiutował w 1936 r. zbiorem wierszy „Reflekser”. Pisał psalmy, pieśni i wiersze liryczne będące pochwałą codziennego życia, uczuć i ciężkiej pracy. Tworzył również muzykę do niektórych z nich. Jego poezja, pisana prostym, komunikatywnym językiem cieszyła się popularnością wśród czytelników, niezależnie od ich wieku i wykształcenia. Przywiązanie poety do ojczystego regionu jest najbardziej widoczne w tomie Danse mi vise, gråte min sang w całości napisanym dialektem z Trysil.
Imię poety nosi nagroda literacka Skjæraasenprisen przyznawana co dwa lata.

## Twórczość
- Reflekser (1936)
- Skritt forbi min dør (1938)
- Den underlige våren (1941)
- Så stiger serjene (1945)
- Danse mi vise, gråte min sang (1949)
- Som blomsterstør med. vind (1950)
- Du skal ikke trø i graset (1954)
- Og alle mine viser (1956)
- Sju undringens mil(1963)
- Sang i september (1965)
- Bumerke (1966)